# Regression Towards Evil: 1994–1998
Regression Towards Evil: 1994–1998 är ett samlingsalbum med det amerikanska death metal-bandet Skinless. Albumet släpptes 2007 genom skivbolaget Metal Wrestling Alliance Records och består av låtar från två demo-skivor och det självutgivna studioalbumet Progression Towards Evil från 1998.

## Låtförteckning
Progression Towards Evil (1998)
1. "Confines of Human Flesh" – 4:12
2. "Extermination of My Filthy Species" – 4:03
3. "Tampon Lollipops" – 4:18
4. "Milk and Innards" – 4:40
5. "Cuntaminated" – 3:11
6. "Scum Cookie" – 3:05
7. "Bobbing for Heads" – 3:46
8. "Fetus Goulash" – 3:22
9. "Crispy Kids" – 3:15

Swollen Heaps (demo 1995)
1. "Crispy Kids" – 3:53
2. "Cuntaminated" – 3:26
3. "Merrie Melodie" – 3:34
4. "Tug-of-War Intestines" – 3:26
5. "Pool of Stool" – 3:55

Demo '94 (1994)
1. "Bobbing for Heads" – 5:11
2. "Smothered in Manure" – 4:43
3. "Horrid Mutilation" – 4:45
4. "Rankled Suppurated Mess" – 3:12
5. "Involuntary Flatus Expulsion" – 4:40
6. "Fetus Goulash" – 4:19

## Medverkande
Musiker (Skinless-medlemmar)
- Noah Carpenter − gitarr (spår 1–20), bakgrundssång (spår 1–14)
- Sherwood Webber – trummor (spår 10, 12, 14), sång (spår 1–9, 11, 13)
- Joe Keyser − basgitarr (spår 1–9)
- Bob Beaulac − trummor (spår 1–9)
- Ted Monsour – basgitarr (spår 15–20)
- Mike Levy – sång (spår 15–20)
- Ryan Wade – trummor (spår 11, 13, 15–20), sång (spår 10, 12, 14)
- Adam Lewis – basgitarr (spår 10–14)

Produktion
- Paul Benedetti – producent (spår 1–9)
- Skinless – producent (spår 1–14)
- Tom Case – producent (spår 10–20), ljudtekniker, ljudmix (spår 15–20)
- Ryan Slowey – ljudtekniker
- Brett Portzer – mastering (spår 10–20)
- Joe Keyser – omslagsdesign, omslagskonst
- Sherwood Webber – omslagskonst